# 福田公子
福田 公子（ふくだ きみこ、1932年11月22日 - ）は、日本の女優、声優。本名は新井公子（旧姓：福田）。兵庫県神戸市出身。旧芸名は尾上さくら（2代）、富士環。特技は日本舞踊、バレエ。

## 人物
神戸市立第二高等女学校（現・神戸市立須磨高等学校）卒業。
1948年に宝塚音楽学校に入学し、1949年に宝塚歌劇団に入団。36期。同期生に有馬稲子・上月左知子・南風洋子・龍城のぼる・木花咲耶・御幸沙智子・歌川波瑠美らがいる。宝塚入団時の成績は63人中4位。『黄金の林檎/南の哀愁』で初舞台を踏む。星組に配属される。尾上さくら（2代）の芸名で娘役として活動。近所に住んでいた初代・尾上さくら（20期）から芸名を貰う。この芸名は小倉百人一首の前中納言匡房の「高砂の 尾上の桜 咲きにけり 外山の霞 立たずもあらなむ」に由来する。宝塚歌劇団在団中から外部作品・映画にも出演した。1957年に宝塚歌劇団を退団。最終出演公演の演目は星組公演『私のアンジェラ/刀を抜いて』。
同年松竹に入社する。富士環の芸名で活動したが、その後、本名であった福田公子に改める。1969年劇団欅（のちに劇団昴）に入団、テレビドラマでも活躍する。

## 出演

### 映画
- 嵐の中の抱擁 おもかげは遙かなり（1957年、松竹）
- 淑女夜河を渡る（1957年、松竹）
- 伝七捕物帖 銀蛇呪文（1957年、松竹）
- 赤城の子守唄（1957年、松竹）
- 伝七捕物帖 髑髏狂女（1958年、松竹）
- 七人の女掏摸（1958年、松竹）
- 江戸群盗伝（1958年、松竹）
- 清水の佐太郎（1958年、松竹）
- 夜の波紋（1958年、松竹）
- 浮世風呂（1958年、松竹）
- 七人若衆誕生（1958年、松竹）
- 落花剣光録（1958年、松竹）
- 橋（1959年、松竹）
- 弥次喜多民謡道中記 奥州街道の巻（1959年、松竹）
- 恋愛裁判（1959年、松竹）
- 流転（1960年、松竹）
- 黒部谷の大剣客（1960年、東映）
- 遠い一つの道（1960年、東宝）
- 筑豊のこどもたち（1960年、東宝）
- あばれ駕籠（1960年、東映）
- 嫉妬（1962年、大映）
- 破れ傘長庵（1963年、大映）
- イチかバチか（1963年、東宝）
- ひばり・チエミ・いづみ 三人よれば（1964年、東宝）
- 砂の上の植物群（1964年、日活）
- 終りなき生命を（1967年、日活）
- 西のペテン師 東のサギ師（1971年、東宝）
- 父ちゃんのポーが聞える（1971年、東宝）
- 人間革命（1973年、東宝）
- 扉はひらかれた（1975年、新星映画社）

### テレビドラマ
- 松本清張シリーズ・黒い断層 / 声（1961年3月13日 - 3月20日、TBS）
- 文芸劇場（NHK）
  - 第25回「しぶちん」（1962年3月20日）
- 松本清張シリーズ・黒の組曲 / 張込み（1962年8月29日 - 9月5日、NHK） - 貞子 役
- 特別機動捜査隊（NET）
  - 第30話「歪んだ罠」（1962年）
  - 第229話「枯れた春」（1966年）
  - 第368話「武蔵野心中」（1968年）
  - 第509話「呪いの館」（1971年）
  - 第620話「ある恐怖の記録やさしい女」(1973年)
  - 第695話「現代母親教育論」（1975年）
- ライオン奥様劇場（CX）
  - 下町そだち（1965年）
  - 花の罪（1967年）
  - お母さんのいのちをあげる（1981年）
- 堂島（1968年、KTV）
- 大奥（1968年、KTV） - 津島
- キイハンター第11話「パリから来た大泥棒」（1968年、TBS） - 波多野淑江
- 気になる嫁さん（1971年、NTV）
- 帰ってきたウルトラマン 第24話「戦慄! マンション怪獣誕生」（1971年、TBS） - 高田とし子
- 眠狂四郎 第8話「聖母は炎に消えた」（1972年、KTV）
- 銀座わが町（1973年、NHK）
- 非情のライセンス（NET）
  - 第1シリーズ 第41話「兇悪の試験地獄」（1974年） - 吉永文子
  - 第2シリーズ 第115話「女一人」（1977年） - 森下咲子
- 走れ!ケー100 第33話「霧の中の遭難… -富山の巻-」（1974年、TBS）
- 花の生涯（1974年、NTV）
- 必殺シリーズ（ABC）
  - 暗闇仕留人 第5話「追われて候」（1974年） - おこま
  - 必殺仕事人III 第26話「嫁の勤めを果たしたのは加代」（1983年） - お徳
  - 必殺仕事人V・激闘編 第22話「せん、女ひとり旅する」（1986年） - お幸
- 6羽のかもめ 第6話（1974年、CX）
- 京まんだら（1975年、MBS）
- ふりむくな鶴吉 第40話「おりん」（1975年、NHK）
- 快傑ズバット 第21話「さらば瞼の母」（1977年、12ch） - 鶴間千代
- 青春ド真中! 第5話「先生、その顔が嫌だ!!」（1978年、NTV）
- ゆうひが丘の総理大臣 第2話「生徒を信じないでそれでも先生か!」（1978年、NTV）
- くれない心中（1978年 - 1979年、THK）
- 西遊記 第10話「哀しき王妃 二人の玄奬」（1978年、NTV） - 嬪妃
- 西遊記II 第14話「鬼女妖怪 狙われた新婚夫婦」（1980年、NTV） - 鬼女妖怪
- 大河ドラマ / 草燃える（1979年、NHK） - 建春門院 役
- 特捜最前線（ANB）
  - 第98話「追跡II・愛と死の大雪原!」（1979年）
  - 第410話「愛子・運河の街の女!」（1985年）
- 赤穂浪士（1979年、ANB）
- コメットさん 第46話「輝け! 母子星」（1979年、TBS）
- ザ・スーパーガール 第42話「一夜妻・想い出の愛に燃えて」（1980年、12ch） - 柿田夫人
- 太郎の青春（1980年、NHK）
- 噂の刑事トミーとマツ（TBS）
  - 第1シリーズ 第50話「トミマツもん絶! 花嫁が消えた」（1980年） - 伊東みさこの母
  - 第2シリーズ 第9話「行けゆけ! 忍者トミコちゃん」（1982年） - 永井巡査の母
- Gメン'75 第278話「エマニエル連続殺人事件」（1980年、TBS） - 婦人
- 二百三高地 愛は死にますか（1981年、TBS）
- ザ・サスペンス（TBS）
  - 後鳥羽伝説殺人事件（1982年）
  - 松本清張の突風（1983年）
  - 遠野殺人事件（1983年）
- 土曜ワイド劇場 （ANB）
  - 三毛猫ホームズの狂死曲（1982年）
  - 船長シリーズ 津軽海峡おんな殺人行（1988年）
  - 北陸加賀温泉お見合いツアー殺人事件（1989年）
  - 探偵事務所2（1995年） - 横山邦江
- 御宿かわせみ 第2シリーズ 第19話「狐の嫁入り」（1983年、NHK） - およし
- 明石貫平35才（1983年、NTV）
- 陽暉楼（1984年、TBS）
- 転校少女Y（1984年、TBS） - 村井春子
- 太陽にほえろ! 第636話「ラガー倒れる」（1985年、NTV） - 永田の元妻
- 木曜ドラマストリート / 恐怖のドライブ（1986年、CX）
- 愛の嵐（1986年、泉放送制作/THK）[4][5] - 大河原静子
- 大都会25時 第19話「6年前の秘密! ある殉職」（1987年、ANB）
- 年末時代劇スペシャル / 田原坂（1987年、NTV） - 中原まさ （中原尚雄の母）
- 花王愛の劇場 / かけおち通り（1988年、TBS）
- 火曜サスペンス劇場 / 顔斬り（1990年、NTV）
- 月曜・女のサスペンス「熱海-大島・死の航跡」（1991年、TX）
- 幸福の明日（2000年、THK） - 橋本良子

### 舞台
- 裸足で公園を
- 三月ウサギ
- アメリカの日々
- 医師クノック
- 昔噺舌切雀
- 花へんろ
- からさわぎ
- ニューヨーク幻想曲
- ラヴ・パレード
- 花粉熱
- ザ・パッション

### 吹き替え
- カサンドラ・クロス - ドレスラー夫人（エヴァ・ガードナー） ※日本テレビ版（BD収録）
- ディズニー作品
  - 王様の剣 - マダム・ミム
  - 美女と野獣 - ポット夫人（台詞）
- 渚にて - モイラ・デヴィッドソン（エヴァ・ガードナー） ※日本テレビ版

### ゲーム
- キングダム ハーツII - ポット夫人

### その他のテレビ番組
- 一枚の写真（フジテレビ）
- まんが日本絵巻（TBS） - 政岡

## 主な受賞歴
- 1999年度（第9回） 日本映画批評家大賞　ゴールデン・グローリー賞